# Виньярд, Джеймс Рассел
Джеймс Рассел Виньярд (англ. James Russell Vineyard; 16 января 1801 — 30 августа 1863) был политиком и демократом. Он работал в Сенате (верхняя палата Законодательного органа) и Ассамблее (нижняя палата Законодательного органа) штата Калифорния. Раньше был членом Ассамблеи штата Висконсин и Седьмого территориального совета Мичигана.
Джеймс печально известен тем, что убил своего коллегу, юриста и политика Чарльза Котсворта Пинкни Арндта в зале законодательного органа.

### Висконсин
Джеймс Виньярд родился во Франкфорте, штат Кентукки, в 1840-х годах проживал в Платвилле, штат Висконсин. Он был избран в Седьмой территориальный совет штата Мичиган; затем был избран в Территориальный совет Висконсина (эквивалент нынешнего Сената штата Висконсин). 11 февраля 1842 года, в ходе жарких дебатов по поводу назначения шерифа округа Грант, Виньярд вступил в дискуссию с Чарльзом К. П. Арндтом. Арндт поддерживал Эноса С. Бейкера, кандидата губернатора Доти, на должность шерифа округа Грант. Виньярд, также считавшийся кандидатом на должность шерифа, был решительно против кандидатуры Бейкера. После жарких споров Виньярд застрелил Арндта.
В 1835—1836 г.г. Джеймс Виньярд и Чарльз Арндт проживали в Грин-Бей. Они считались верными друзьями. Чарльз Диккенс (который во время инцидента совершал поездку по США с лекциями) описал это нападение как пример жестокой распущенности американской культуры в своих «Американских заметках для всеобщего обращения».
Виньярда судили и оправдали за убийство. Затем он участвовал в первом Конституционном съезде Висконсина 1846 года и был избран в Ассамблею штата Висконсин в 1848 году на один срок.

### Калифорния
В 1850 году он переехал в Калифорнию, чтобы присоединиться к Золотой лихорадке. Он поселился в Сакраменто, Калифорния, где был индейским агентом. Там он был избран в Ассамблею штата Калифорния в 1854 году. В 1861 году он переехал в Лос-Анджелес, штат Калифорния. 7 мая 1861 года Виньярд, земельный магнат Калифорнии и бывший сенатор штата Андрес Пико и его партнер получили разрешение проложить глубокую щелевидную дорогу в проходе между горами Сан-Гейбриел и горными хребтами Санта-Сусана. Эту дорогу называли пропуском для дилижанса. Штат Калифорния заключил с ними двадцатилетний контракт на обслуживание магистрали.
Виньярд был избран в сенат штата Калифорния от округа Лос-Анджелес в 1861 году.

### Смерть
Джеймс Виньярд умер на своем рабочем посту в Лос-Анджелесе 30 августа 1863 года, ему было 58 лет.